# 九條尚忠
九條尚忠（1798年9月5日—1871年10月5日／寬政十年七月二十五－明治四年八月二十一），是江戶時代末期（幕末）的公卿，也是藤原北家攝關家的九條家當主。

## 生涯
九條尚忠在寬政十年（1798年）出生，父母是左大臣二條治孝及樋口信子（樋口基康之女），小時候由親兄長兼養父九條輔嗣養育。
安政三年（1856年）接替鷹司政通成為關白，期間推動幕府簽訂《日美修好通商條約》，故與老中堀田正睦被大量公家大臣抗議，要求撤回條約，是為「廷臣八十八卿列參事件」。孝明天皇因此事而暫停其内覽的職權，幾乎等於停其關白之職務。
其後朝廷准許他復職，他此後促進與幕府合作，積極推動公武合體，至明治四年（1871年）逝世，享年74歲。

## 家庭
- 父：左大臣二條治孝
- 母：樋口信子（樋口基康之女）
- 妾：壽香院 唐橋姪子（日语：唐橋姪子）
  - 女：英照皇太后 夙子（孝明天皇女御）
  - （養子）：九條幸經（日语：九条幸経）
  - 長男：九條道孝（幸經養嗣子）
- 妻：家女房
  - 男子：隆芳（大乘院（日语：大乗院）門跡（興福寺別當大僧正））→松園尚嘉（松園家（日语：松殿家）始祖）
  - 男子：増緣（隨心院門跡附弟）→靏殿忠善（靏殿家（日语：松殿家）始祖）
  - 男子：鷹司熙通（日语：鷹司煕通）（鷹司輔熙養子）
  - 八男：二條基弘（日语：二条基弘）（二條齊敬養子）

| 王位覬覦者      | 王位覬覦者                             | 王位覬覦者          |
| --------------- | -------------------------------------- | ------------------- |
| 前任： 九條輔嗣 | 九條家當主 1807年3月6日－1871年10月5日 | 繼任： 九條幸經     |
| 前任： 鷹司政通 | 藤氏長者 1856年9月6日－1862年7月19日   | 繼任： 近衛忠熙     |
| 官衔            |                                        |                     |
| 前任： 三條公修 | 內大臣 1821年5月8日－1824年2月4日      | 繼任： 大炊御門經久 |
| 前任： 二條齊信 | 右大臣 1824年2月4日－1847年7月26日     | 繼任： 近衛忠熙     |
| 前任： 二條齊信 | 左大臣 1847年7月26日－1857年1月29日    | 繼任： 近衛忠熙     |
| 前任： 鷹司政通 | 關白 1856年9月6日－1862年7月19日       | 繼任： 近衛忠熙     |
| 军职            |                                        |                     |
| 前任： 二條齊信 | 左大將 1820年3月1日－1824年6月2日      | 繼任： 近衛忠熙     |